# Eva Pinkelnig
Eva Pinkelnig, född den 27 maj 1988, är en österrikisk backhoppare. Hon ingick i det österrikiska lag som vann silver i lagtävlingen för damer vid Världsmästerskapen i nordisk skidsport 2019.

### Fotnoter
1. ↑  ”Pinkelnig Eva - Biographie”. data.fis-ski.com. FIS. https://www.fis-ski.com/DB/general/athlete-biography.html?sector=JP&competitorid=193107. Läst 26 februari 2019.
2. ↑  Ladies Normal Hill Team. FIS NORDIC WORLD SKI CHAMPIONSHIPS 2019. Läst 26 februari 2019.